# Tore Billing

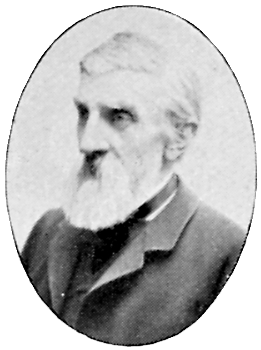
Tore Billing på äldre dagar.

Lars Theodor (Tore) Billing, född den 14 oktober 1816 på Lundsgården i Källna i Skåne, död den 30 december 1892 i Stockholm, var en svensk landskapsmålare.
Billing var son till kronofogden Christoffer Billing och Anna Fredrika Schmidt, samt kusin till Gottfrid Billing och från 1846 gift med sångerskan Elma Ström.
Deras dotter Anna Svenborg Billing var också konstnär.
Han avlade studentexamen i Lund 1831. Som konstnär bedrev han studier för den norske landskapsmålaren Jacob Mathias Calmeyer och gjorde under 1850-talet ett flertal studieresor i Danmark, Tyskland, Schweiz, Belgien och Frankrike. Han är representerad med verk på bland annat Nationalmuseum  (I parken vid Drottningholm, 1875), Göteborgs konstmuseum, Riksantikvarieämbetet, Norrköpings konstmuseum, och Härnösands museum. Hans skissböcker med en del målningar förvaras på Lunds universitetsbibliotek.
Till Billings elever hör Olof Hermelin och Josefina Holmlund. Tore Billing är begravd på Solna kyrkogård.